# Merostachys lanata
Merostachys lanata är en gräsart som beskrevs av Tatiana Sendulsky. Merostachys lanata ingår i släktet Merostachys och familjen gräs. Inga underarter finns listade i Catalogue of Life.